# 澠池彎貝介
澠池彎貝介（学名：Loxoconcha mianchih）为彎貝介科彎貝介屬下的一个种。